# 莫吉廖夫州
莫吉廖夫州（羅馬化：Mahilioŭskaja voblasć）是白俄羅斯東部的一個州。面積29,000平方公里，人口1,052,877（2019年）。
由於風向的關係，與戈梅利州同是切爾諾貝爾核事故的重災區。

## 外部連結
- 维基共享资源上的相關多媒體資源：莫吉廖夫州
- 维基导游上有關莫吉廖夫州的旅行指南
- 莫州行政委員會